# Aspidimorpha
Aspidimorpha is een geslacht van kevers uit de familie bladkevers (Chrysomelidae).
De wetenschappelijke naam van het geslacht werd in 1840 gepubliceerd door Frederick William Hope.

## Soorten
- Aspidimorpha andrei Borowiec, 1997
- Aspidimorpha angoramensis Borowiec, 1992
- Aspidimorpha atrodorsata Borowiec, 1997
- Aspidimorpha bataviana Swietojanska, 2001
- Aspidimorpha bertiae Borowiec, 1997
- Aspidimorpha bifoveolata (Chen & Zia, 1984)
- Aspidimorpha chlorina (Boheman, 1854)
- Aspidimorpha chlorotica (Olivier, 1808)
- Aspidimorpha collarti Borowiec, 1997
- Aspidimorpha confinis (Klug, 1835)
- Aspidimorpha corrugata Borowiec, 1997
- Aspidimorpha equatoriensis (Borowiec, 1985)
- Aspidimorpha fampanamboensis Borowiec, 1997
- Aspidimorpha filiola Borowiec, 1997
- Aspidimorpha flaviceps Borowiec, 1997
- Aspidimorpha ganglbaueri (Spaeth, 1898)
- Aspidimorpha gruevi (Borowiec, 1985)
- Aspidimorpha haefligeri (Spaeth, 1906)
- Aspidimorpha heroni Borowiec, 1997
- Aspidimorpha hiekei Borowiec, 1997
- Aspidimorpha incerta Borowiec, 1997
- Aspidimorpha intermedia Swietojanska, 2001
- Aspidimorpha levissima Borowiec, 1997
- Aspidimorpha luzonica Swietojanska, 2001
- Aspidimorpha maffinbayensis Borowiec, 1992
- Aspidimorpha mirabilis Borowiec, 1997
- Aspidimorpha montanella Borowiec, 1997
- Aspidimorpha muehlei Borowiec, 1997
- Aspidimorpha nigromaculata (Herbst, 1799)
- Aspidimorpha obuduensis Borowiec, 1997
- Aspidimorpha prasina (Weise, 1899)
- Aspidimorpha proszynskii (Borowiec, 1985)
- Aspidimorpha pseudoareata Borowiec, 1997
- Aspidimorpha pseudochlorina (Borowiec, 1985)
- Aspidimorpha rubroornata Borowiec, 1997
- Aspidimorpha salazarensis Borowiec, 1997
- Aspidimorpha sankuruensis Borowiec, 1997
- Aspidimorpha sassii Borowiec, 1997
- Aspidimorpha sculpturata Borowiec, 1997
- Aspidimorpha setosa Borowiec, 1997
- Aspidimorpha silfverbergi (Borowiec, 1985)
- Aspidimorpha snizeki Swietojanska, 2001
- Aspidimorpha sulawesica Swietojanska, 2001
- Aspidimorpha tamdaoensis Swietojanska, 2001
- Aspidimorpha tanolaensis Borowiec, 1997
- Aspidimorpha tibetana Swietojanska & Borowiec, 2006
- Aspidimorpha timorensis Swietojanska, 2001
- Aspidimorpha tuberosa Borowiec, 1997
- Aspidimorpha uluguruensis Borowiec, 1997
- Aspidimorpha vietnamica (Medvedev & Eroshkina, 1982)
- Aspidimorpha zambiana Borowiec, 2006